# 1658

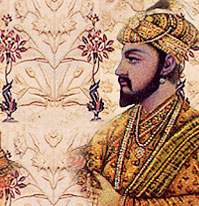
Sjah Jahan

Het jaar 1658 is het 58e jaar in de 17e eeuw volgens de christelijke jaartelling.

## Gebeurtenissen
februari
- 14 - De Desolate Boedelskamer van Amsterdam verleent een machtiging om het huisraad van de failliete schilder Rembrandt van Rhijn te verkopen om diens schulden zoveel mogelijk te vereffenen.
- 24 - Kapitein A. P. Jonk van het VOC-schip Emeloort aanschouwt de kust van West-Australië voor het eerst, als hij op zoek is naar de Vergulde Draeck.
- 26 - De Vrede van Roskilde maakt een einde aan de Deens-Zweedse Oorlog. Denemarken moet bijna de helft van zijn grondgebied afstaan aan Zweden.
- februari - Karel X van Zweden hervat de oorlog en neemt Denemarken in storm, sluit de Sont en belegert Kopenhagen. De Nederlandse vloot onder Obdam wordt gestuurd om de Deense bondgenoten te steunen.
- februari - Door een overstroming van de Seine komt Parijs onder water te staan.

april
- 18 - De trekvaart Amsterdam – Gouda wordt opengesteld. Dagelijks zijn er drie vaarten over en weer.

juni
- 21 - Een VOC-eenheid onder Rijklof van Goens verovert Jaffnapatnam, Ceylon op de Portugezen.
- 23 - Slag bij Duinkerke. De vloten van Engeland en Frankrijk onder Henri Turenne verpletteren een Spaanse vloot onder de landvoogd van de Zuidelijke Nederlanden, Juan II van Oostenrijk. Diezelfde avond overhandigt Lodewijk XIV de stad aan de Engelsen, zijn bondgenoten.

augustus
- 5 - In Frankfurt wordt de nieuwe keizer Leopold I gekroond.
- 12 - In Nieuw-Amsterdam wordt een politiekorps ingesteld, het eerste van Noord-Amerika.

september
- 3 - Oliver Cromwell sterft en wordt als 'Lord Protector' opgevolgd door zijn zoon Richard.

november
- 8 - Vlaggenkapitein Egbert Kortenaer breekt de Zweedse blokkade van de Sont. De viceadmiralen Witte de With en Pieter Florisz sneuvelen en krijgen een escorte terug naar Nederland, waar met name De With als een held wordt geëerd.

december
- 23 - De Utrechtse burgemeester Cornelis Booth koopt een huis aan een straatje dat naar hem de Boothstraat wordt genoemd.
- 28 - Na de – onbesliste – oorlog sluiten de Zweden en Russen een wapenstilstand, het Verdrag van Valiesar, waarbij de Russen voor een periode van drie jaar de bezette gebieden in Ingermanland en Lijfland mogen behouden.
- december - Door de Bornholmse Opstand is het eiland Bornholm terug een onderdeel van Denemarken.

zonder datum
- Sjah Jahan wordt kort na het gereedkomen van de Taj Mahal door zijn zoon Aurangzeb van de troon van de Moguls gestoten.

## Muziek
- Jean-Baptiste Lully componeert het ballet Alcidiane

## Beeldende kunst

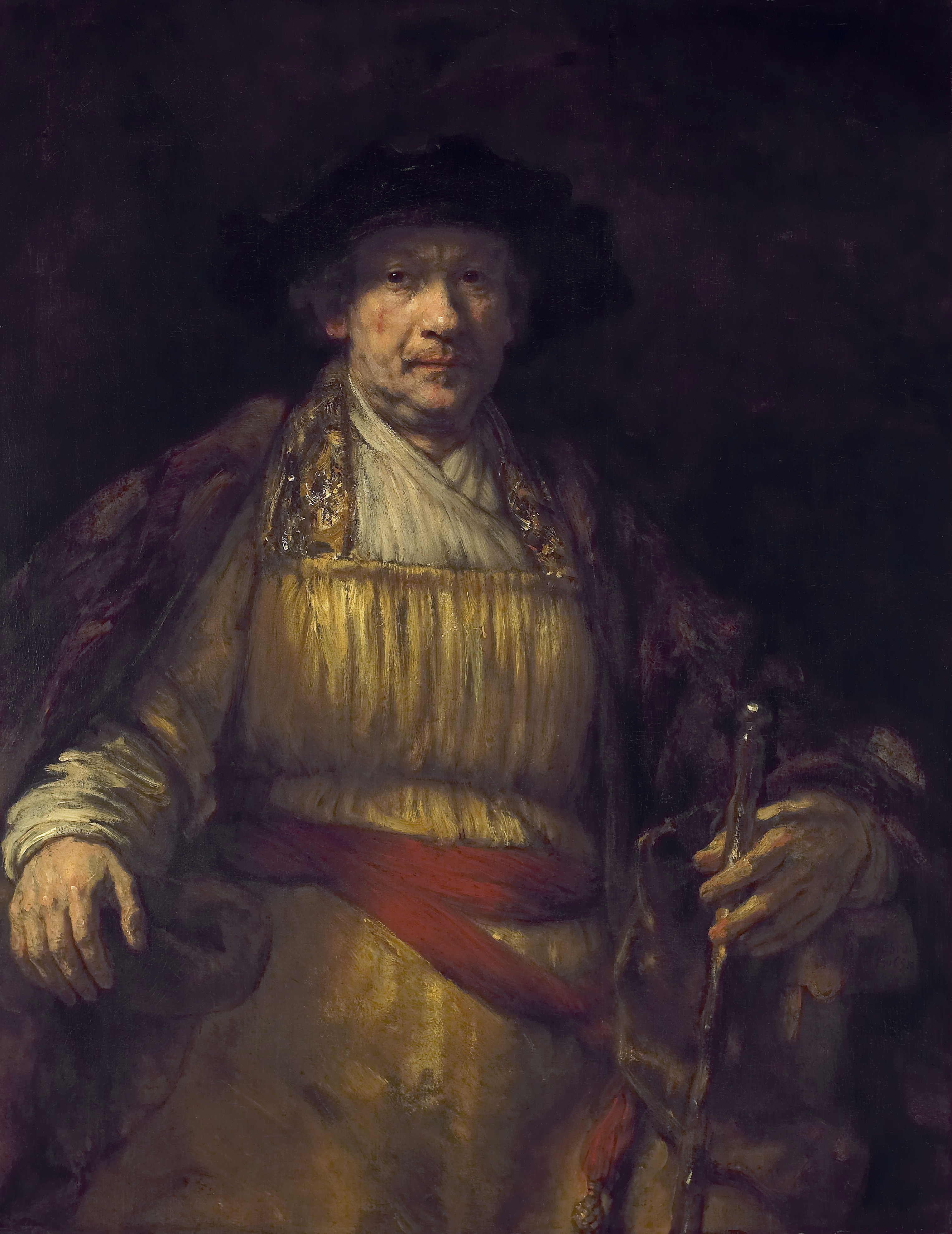
Zelfportret (1658) Rembrandt van Rijn
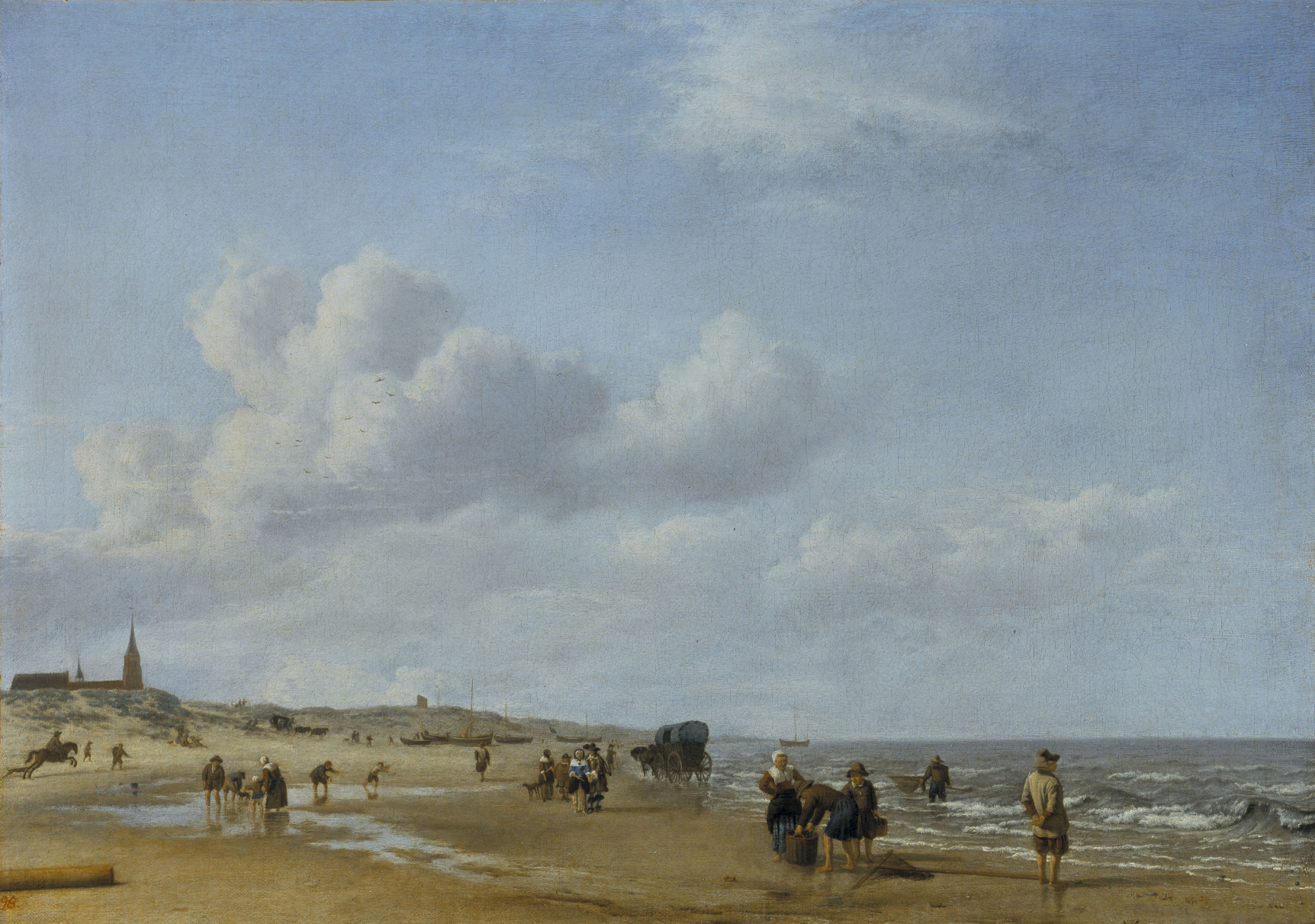
Het Strand van Scheveningen (1658) Adriaen van de Velde
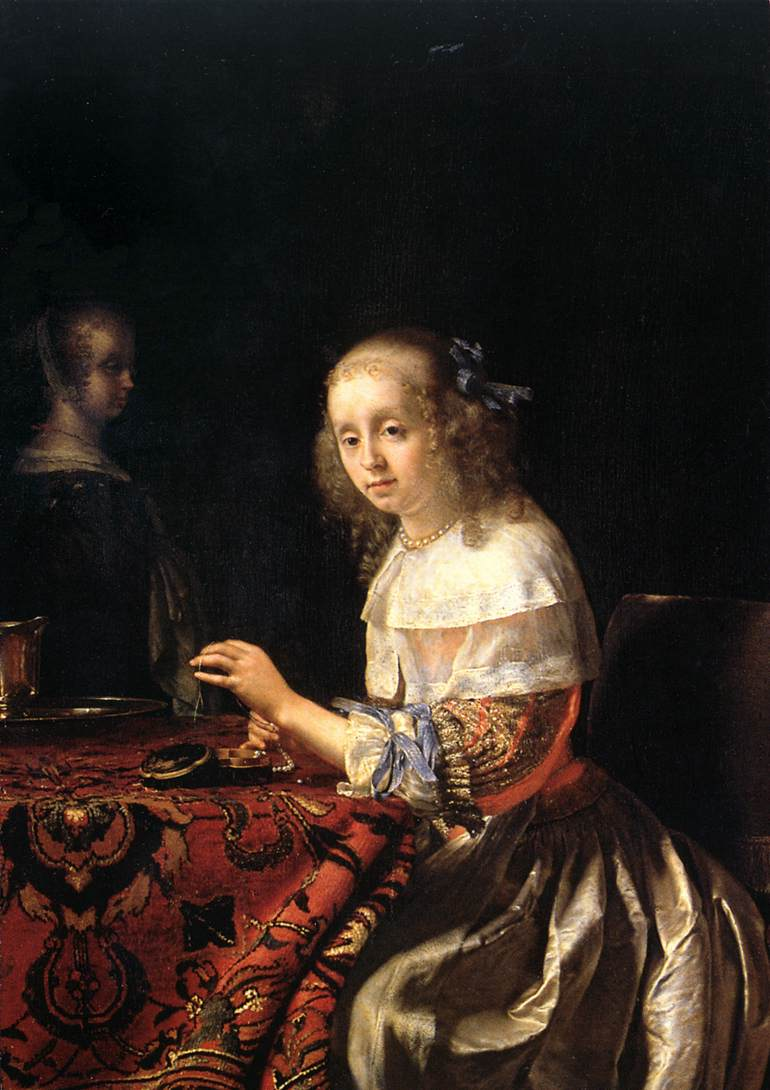
Jonge vrouw rijgt parels aaneen (1658) Frans van Mieris
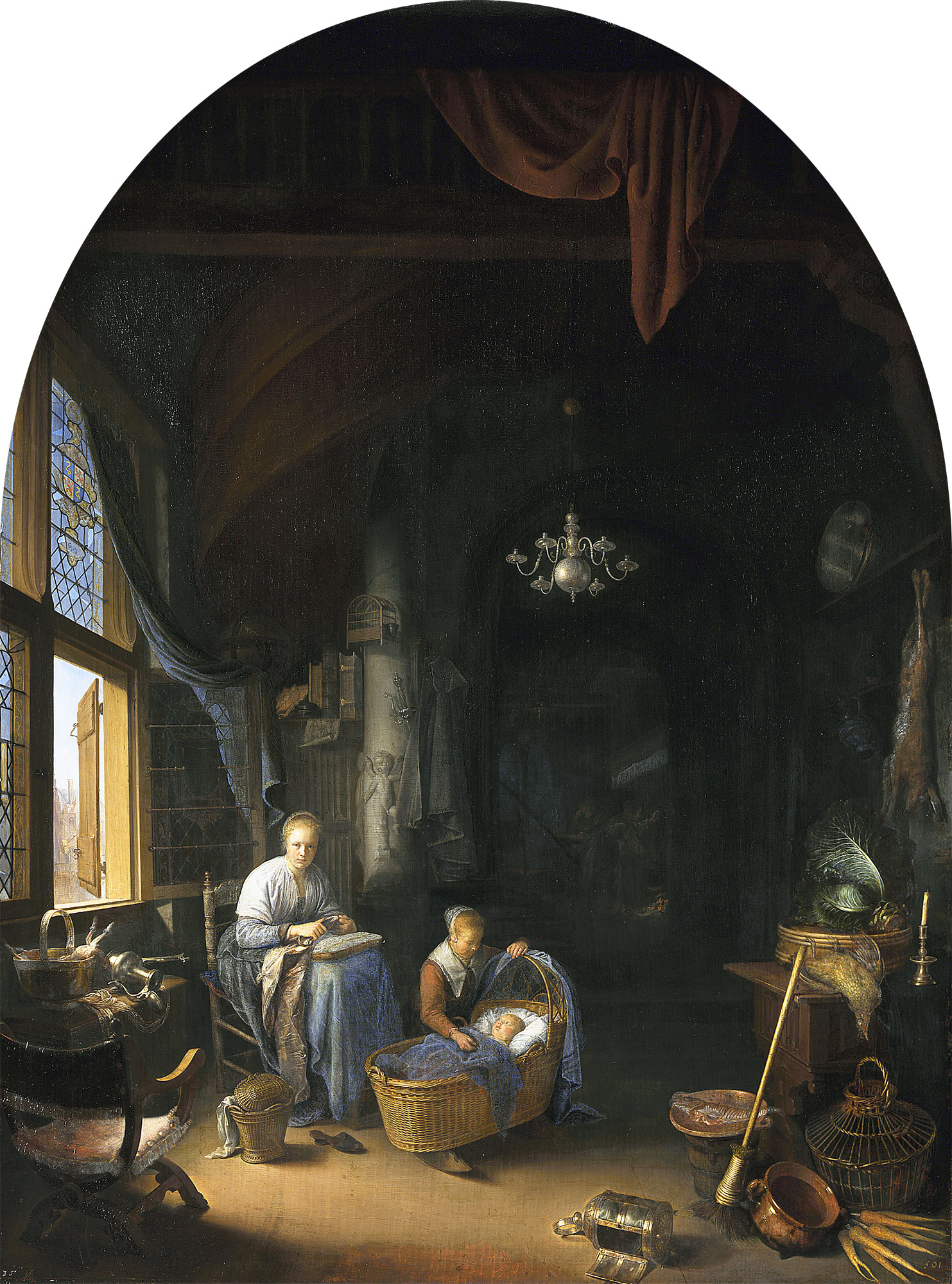
De jonge moeder (1658) Gerrit Dou

## Bouwkunst

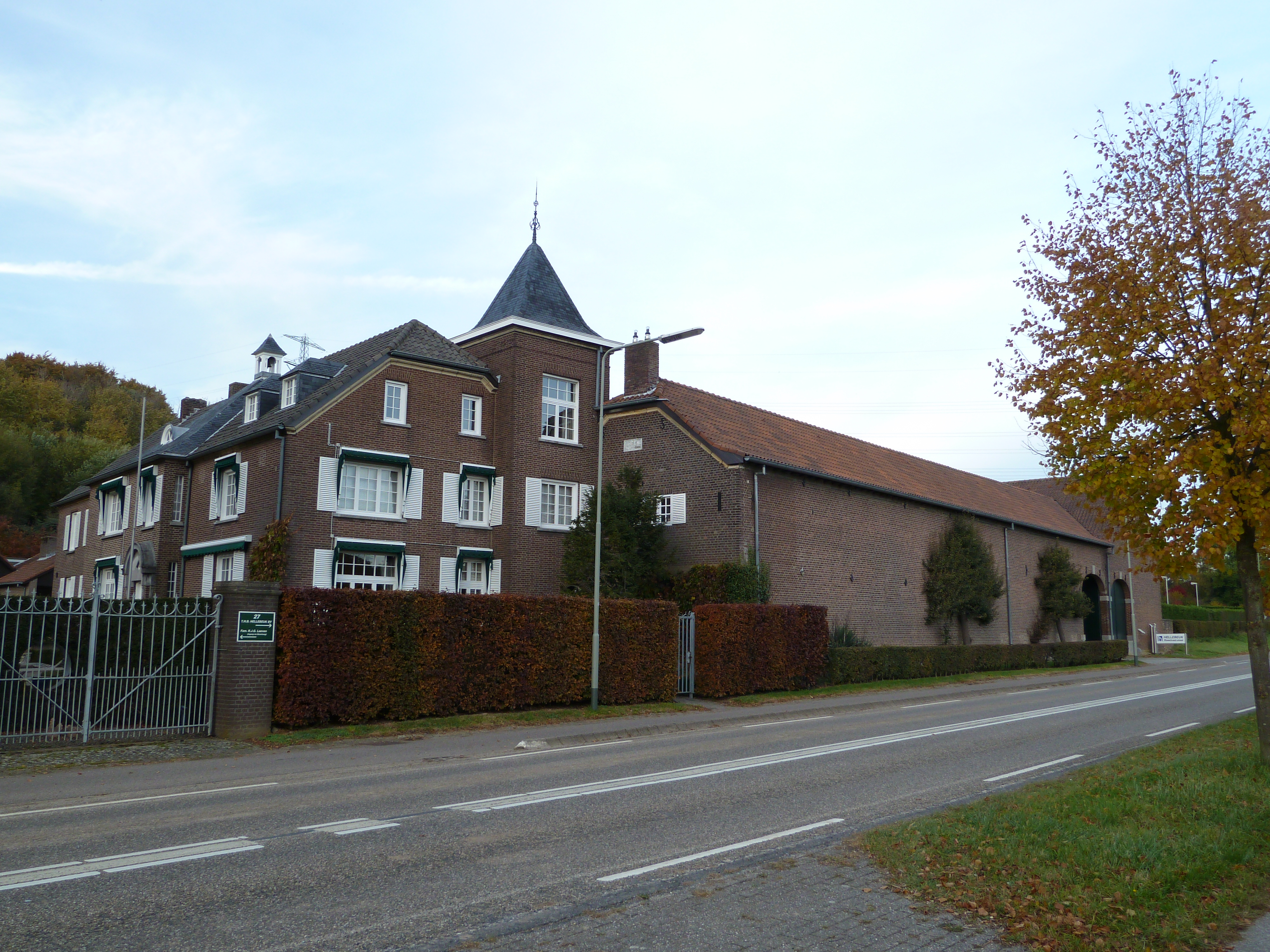
Hoeve de Heek, Heek (1658)

## Geboren
Februari
13 - Jan Baptista Wellekens, Zuid-Nederlands schrijver, schilder
april
- 22 - Giuseppe Torelli, Italiaans componist (overleden 1709)

oktober
- 5 - Maria d'Este, gemalin van koning Jacobus II van Engeland (overleden 1718)

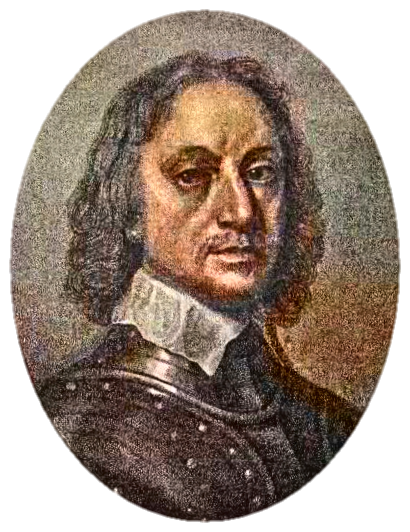
Oliver Cromwell

## Overleden
januari
- 1 - Caspar Sibelius (67), Nederlands predikant en theoloog

april
- 20 - Margaretha van Sleeswijk-Holstein-Sonderburg (75), Deens/Duits hertogin

september
- 3 - Oliver Cromwell, lord protector van koninkrijk Engeland

november
- 8 - Witte de With (59) en Pieter Florisz (50), Nederlandse vlootvoogden